# 維斯杜拉 (印地安納州)
維斯杜拉（英語：Vistula）是位於美國印地安納州埃爾克哈特縣的一個非建制地區。該地的面積和人口皆未知。